# Palluau

Palluau este o comună în departamentul Vendée, Franța. În 2009 avea o populație de 970 de locuitori.